# Гемсворт
Ге́мсворт (англ. Hemsworth) — місто та цивільна парафія в місті Вейкфілд, Західний Йоркшир, Англія. Історично в Західному районі Йоркширу та мав населення 13 311 за переписом 2001 року, збільшуючись до 13 533 за переписом 2011 року.

## Історія
Хоча в новітній історії та репутації Гемсворта домінує вугільна промисловість, яка розвинулась у другій половині дев’ятнадцятого століття, він довгий час існував як сільськогосподарське село.
Гемсворт, що означає «огородження Гімеля», згадується в «Страшному суді» як "Hemeleswrde", а в дванадцятому столітті як Hymelswrde. У середні віки це було містечко у Вапентаке Стейнкросса, а також вважається, що воно було в честі, або феодальному баронстві, Понтефракт.
Від середньовіччя до часів Тюдорів мало що змінилося в садибних об’єктах, відкритих полях, лісах, загальних площах, закритих володіннях, садибах, розкиданих фермах і церкві, присвяченій Святій Олені, яка датується одинадцятим або дванадцятим століттям. Нинішній вівтар був перебудований у чотирнадцятому столітті.